# 암전 (1999년 영화)
《암전》(暗戰, Running Out of Time)은 홍콩에서 제작된 두기봉 감독의 1999년 범죄, 액션, 드라마 영화이다. 유덕화 등이 주연으로 출연하였고 두기봉 등이 제작에 참여하였다.

## 출연

### 주연
- 유덕화
- 유청운
- 몽가혜

### 조연
- 이자웅
- 임설
- 허소웅

## 기타
- 프로듀서: 향화강